# Viêm ruột non
Viêm ruột non (tiếng Anh: Enteritis) được gây ra bởi thực phẩm hoặc đồ uống bị nhiễm vi khuẩn gây bệnh, như serratia, nhưng có thể có các nguyên nhân khác như sử dụng thuốc chống viêm không steroid, cocain, xạ trị cũng như các tình trạng tự miễn dịch như bệnh Crohn và bệnh coeliac. Các triệu chứng bao gồm đau bụng, đau quặn, tiêu chảy, mất nước và sốt.
Các bệnh liên quan đến hệ tiêu hóa bao gồm viêm dạ dày và ruột già. 
| Điều kiện        | Bộ phận              |
| ---------------- | -------------------- |
| viêm dạ dày      | Dạ dày               |
| viêm dạ dày ruột | dạ dày và ruột non   |
| viêm đại tràng   | ruột già             |
| viêm ruột        | ruột già và ruột non |

Viêm tá tràng, viêm hỗng tràng và viêm hồi tràng là những thể loại phụ của viêm ruột chỉ được khu trú ở một phần cụ thể của ruột non. Viêm cả dạ dày và ruột non được gọi là viêm dạ dày ruột.

## Dấu hiệu và triệu chứng
Các dấu hiệu và triệu chứng của viêm ruột rất khác nhau và thay đổi dựa trên nguyên nhân cụ thể và các yếu tố khác như phương sai cá nhân và giai đoạn bệnh. Các triệu chứng có thể bao gồm đau bụng, chuột rút, tiêu chảy, mất nước, sốt, buồn nôn, nôn và sụt cân.

## Điều trị
Các trường hợp nhẹ thường không cần điều trị và sẽ hết sau vài ngày ở những người khỏe mạnh. Trong trường hợp các triệu chứng kéo dài hoặc khi nặng hơn, có thể cần phải điều trị cụ thể dựa trên nguyên nhân ban đầu.
Trong trường hợp tiêu chảy, nên bổ sung nước, và trong trường hợp tiêu chảy kéo dài hoặc nặng kéo dài, có thể phải điều trị bù nước tĩnh mạch hoặc kháng sinh. Một liệu pháp bù nước qua đường uống đơn giản (ORS) có thể được thực hiện bằng cách hòa tan 1 muỗng cà phê muối, 8 muỗng cà phê đường và nước ép 1 quả cam vào 1 lít nước sạch.